# 泉湖街道
泉湖街道是中华人民共和国贵州省貴陽市白云区下辖的一个街道办事处。

## 行政区划
泉湖街道下辖以下村级行政区划单位：
南湖社区、天林社区、米兰春天社区、优品城邦社区、红云社区、同心社区、新星社区、蓝天社区、长宁社区、长山社区、中航社区。